# Stanislas Gigon La Bertrie
Stanislas Gigon La Bertrie où Labertrie est un homme politique français né le 28 octobre 1794 (7 brumaire de l'an III) à Vimoutiers et mort le 9 novembre 1851 à Vimoutiers.

## Biographie
Maire de Vimoutiers, conseiller général, il est député de l'Orne de 1839 à 1851, siégeant sous la Monarchie de Juillet dans l'opposition de gauche. Sous la Deuxième République, il siège à droite, avec les conservateurs.

## Sources
- « Stanislas Gigon La Bertrie », dans Adolphe Robert et Gaston Cougny, Dictionnaire des parlementaires français, Edgar Bourloton, 1889-1891 [détail de l’édition]